# Totally Fucked Up
Totally Fucked Up, w wielu krajach ocenzurowany i dystrybuowany pt. Totally F***ed Up – amerykański dramat filmowy z 1993 roku, wyreżyserowany przez Gregga Arakiego do własnego scenariusza. Zdjęcia kręcono w Los Angeles.
Pierwszy film z trylogii Arakiego Teenage Apocalypse Trilogy, na którą składają się następne pozycje: Doom Generation – stracone pokolenie (1995) oraz Donikąd (1997).
Film nie odniósł sukcesu finansowego, w Stanach Zjednoczonych zarabiając zaledwie 101 071 dolarów. Współcześnie jednak jest uznawany za czołowe osiągnięcie w dziedzinie nurtu New Queer Cinema.

## Fabuła
Film obrazuje historię sześciorga nastoletnich przyjaciół – czwórki gejów oraz pary lesbijek. Widz poznaje życia i romanse bohaterów.

## Obsada
- James Duval – Andy
- Roko Belic – Tommy
- Susan Behshid – Michele
- Jenee Gill – Patricia
- Gilbert Luna – Steven
- Lance May – Deric
- Alan Boyce – Ian
- Craig Gilmore – Brendan
- Joyce Brouwers – matka Derika
- Nicole Dillenberg – dominatrix
- Michael Costanza – Everett